# باشگاه بسکتبال شیمیدر
باشگاه بسکتبال شیمیدر قم یک باشگاه بسکتبال در شهر قم، ایران است.
این باشگاه فعالیت خود را از سال ۱۳۸۸ در رده‌های پایه آغاز نمود و در فصل ۱۳۹۳–۹۴ با قهرمانی در لیگ دسته اول ایران به لیگ برتر بسکتبال ایران صعود کرده و در فصل ۱۳۹۴–۹۵ به مقام سوم لیگ برتر ایران دست یافته‌است. امتیاز این تیم که در ابتدا در شهر تهران بوده به شهر قم منتقل شده‌است.
باشگاه شیمیدر در مرداد ۱۴۰۱ در اطلاعیه‌ای به دلیل حواشی ایجاد شده این باشگاه را منحل اعلام کرد.

## عملکرد
- شرکت در لیگ بسکتبال استان تهران - ۱۳۹۳ (قهرمان)[۳]
- شرکت در لیگ دسته اول بسکتبال ایران - ۱۳۹۳–۹۴ (قهرمان و صعود به لیگ برتر)[۴][۵]
- شرکت در لیگ برتر بسکتبال ایران - ۱۳۹۴–۹۵ (جایگاه ۳)[۶]

## ترکیب فعلی
بازیکنان فصل ۹۹–۱۳۹۸
- مهدی کامرانی
- آرن داوودی
- محمد جمشیدی
- درو درغوکاسیان
- رافی درغوکاسیان
- وحید دلیرزهان
- محمد اوجاقی
- مسعود سلیمانی
- اصغر کاردوست
- مایک رستم‌پور
- میرو قازاریان
- امین صداقت
- واورلی آستین